# Очхомури
Очхомури (на грузински: ოჩხომური) е село в Мегрелия-Горна Сванетия, западна Грузия. Населението му е около 299 души (2014).
Разположено е на 110 метра надморска височина в Колхидската низина, на 8 километра южно от Чхороцку и на 18 километра източно от Зугдиди.

## Известни личности
Родени в Очхомури
- Акаки Хорава (1895 – 1972), актьор